# Semiothisa malefactaria
Semiothisa malefactaria là một loài bướm đêm trong họ Geometridae.